# Vesikko
Il Vesikko fu un sommergibile della Merivoimat, la marina militare finlandese, costruito tra il 1931 e il 1933 dalla IvS ufficialmente per conto della Finlandia, fu in realtà segretamente impegnato in attività addestrative per gli ufficiali della Reichsmarine tedesca con la piena connivenza delle autorità di Helsinki. Dal 1972 è stato collocato in mostra statica sull'isola di Suomenlinna e trasformato in museo.
In ogni caso il battello fu il primo sommergibile finlandese ed il capostipite di quella che fu la classe Vetehinen finlandese, oltre che dei sommergibili tedeschi U-Boot Tipo II. Costruito nei cantieri navali Crichton-Vulcan di Turku, venne acquistato dalla Merivoimat prima della guerra d'inverno e fino al 1936 era definito solo col suo numero di scafo, CV707.
- Dislocamento: 254 t (in emersione), 303 t (in immersione)
- Lunghezza: 40,90 m
- Larghezza: 4,08 m
- Pescaggio: 3,83 m
- Altezza: 8,60 m
- Potenza massima: 700 hp (in emersione, 360 hp (in immersione)
- Velocità massima: 13,0 nodi (in emersione), 6,9 nodi (in immersione)
- Autonomia: 1050 mn (a 12 nodi in emersione), 1600 mn (a 8 nodi in emersione), 35 mn (a 4 nodi in immersione)
- Profondità: 100 m (operativa), 150 m (massima)
- Tempo di immersione: 35 s
- Tubi lanciasiluri: 3 a prua, 0 a poppa
- Ricariche: 2
- Mine: 12 TMA
- Cannoni: 1 mitragliatrice da 20 mm
- Equipaggio: 22-24 uomini